# Messerschmitt Me 209 (1943)
Me 209 у 1943 році став спробою створити покращену версію літака Bf 109, який був основним винищувачем Люфтваффе протягом Другої світової війни. Me 209, незважаючи на позначення, не треба плутати з раніше створеним Me 209.
RLM призначили номер 8-209 для корпуса Мессершмітта, для їхньої пари планерів Me 209 після липня 1938, цей номер використовували для двох проектів кінця 1930-х та початку 1940-х. Перший Me 209 мав один двигун і створювався для встановлення рекордів швидкості. Літак не був пристосований до боїв.

## Розробка та виробництво
Друге використання позначення Me 209 було запропоновано у 1943 році для сильно модифікованої версії Bf 109. Цей Me 209 розроблявся, щоб конкурувати з високопродуктивними літаками від фірми Focke-Wulf Fw 190 D-9 та Ta 152. Як і покращені конструкції Курта Танка, новий Me 209 мав у конструкції планера більшість компонентів від перевірених моделей, у цьому випадку Bf 109G.
Команда розробників замість запроектованого для Me 209 двигуна DB 603A, яких було мало, запропонували використати двигун Jumo 213A фірми Junkers Motorenwerke. Незважаючи на те, що 35-літровий двигун Jumo 213 був спеціально розроблений таким чином щоб мати якнайбільшу кількість точок доступу до двигуна, який був максимально ідентичним до 44,52-літрового двигуна DB 603, така заміна вимагала переробку капота двигун і системи охолодження. Найбільш видимою відмінністю став повітрозабірник двигуна, тому що у Jumo 213 повітрозабірник розташовувався на правому борту двигуна (стандарт для всіх моделей ранніх Junkers Jumo 211 інвертований V12), на відміну від розташування на лівому борту у DB 603, стандартний для всіх двигунів Daimler-Benz інвертованих V12. Me 209 мали нову хвостову секцію, широкі шасі, вищій хвіст та кільцевий радіатор для двигуна, що робило двигун схожим на радіальний двигун і був дуже схожий на установку на Focke-Wulf Fw 190D, який мав такий самий двигун Jumo 213. Ступінь модифікацій змінила попередню мету, яка полягала у створенні схожого на Bf 109G, але з кращими показниками.
Озброєння Me 209 V5 складалося з однієї мотор-гармати 30 мм (1.18 in) MK 108, а також двох 13 мм (.51 in) кулемет MG 131 у корені крила. V6 був першою версією яку переробили під двигун Jumo 213 та 20 мм гармату MG 151/20 замість MG 131. Me 209H V1 був висотним варіантом зі збільшеними крилами та двигуном DB 603.

## Випробування
Програма була швидко закрита після того як прототип Me 209 V5 вперше піднявся у повітря у 1943. Він був на 50 км/год повільніший за Fw 190D і не показав жодних переваг. Після невдалої демонстрації Me 209 проект було скасовано і з цим скінчилися остання спроба Мессершмітта побудувати високопродуктивний винищувач з поршневим двигуном.

## Льотно-технічні характеристики (Me 209 V5)

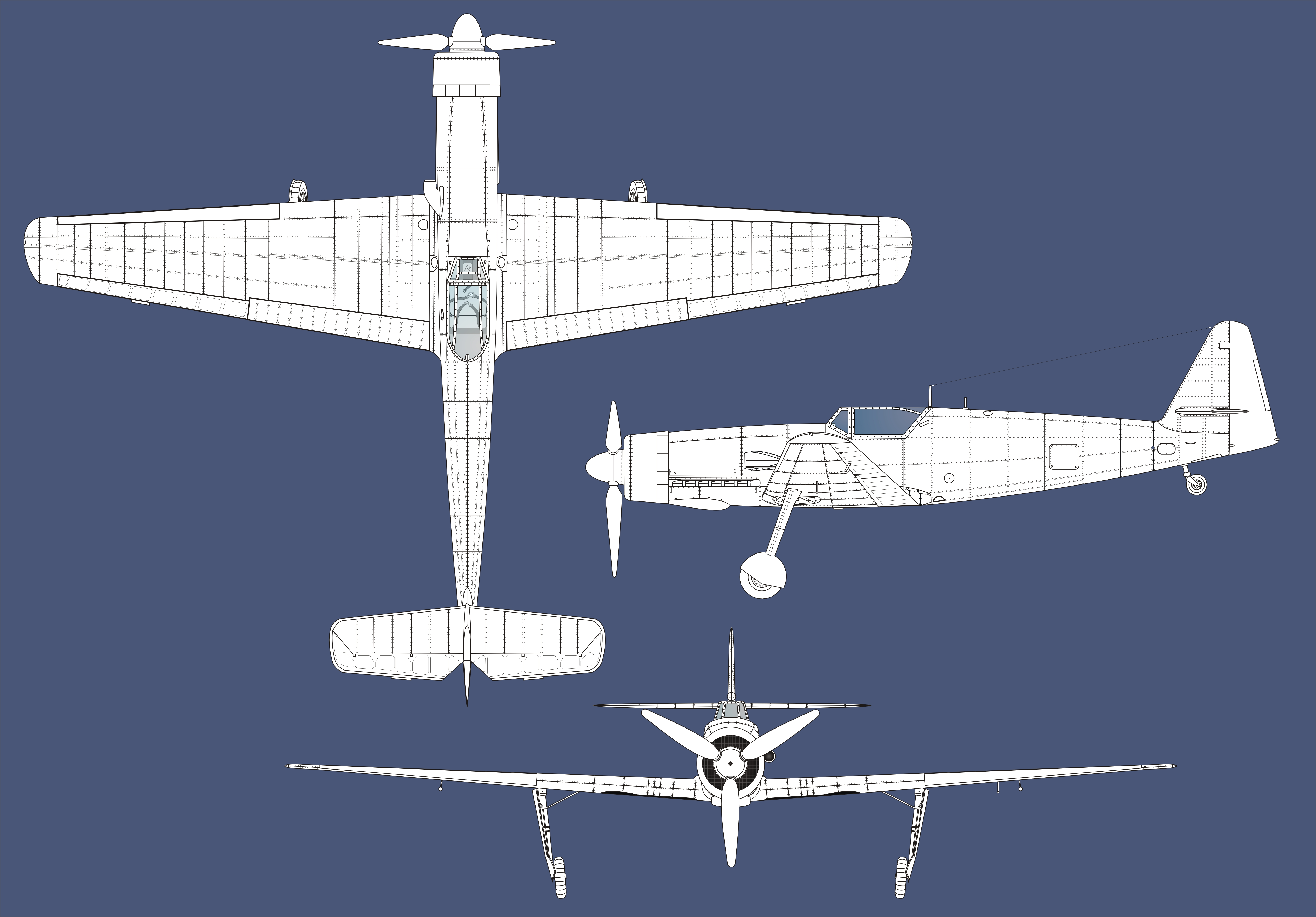
Схематичне зображення

Основні характеристики
- Екіпаж: 1 пілот
- Довжина: 9,74 м
- Висота: 4 м
- Розмах крила: 10,95 м

- Площа крила: 17,2 м²
- Маса порожнього: 3339 кг
- Маса спорядженого: 4085 кг
- Силова установка: 1 ×  DB 603G  1874 к.с. ( 1397 кВт)

Льотні характеристики
Озброєння
- Стрілецько-гарматне:
- 1×30 мм гармата MK 108
- 2×13 мм кулемет MG 131